# 托马斯·戴尔·斯图尔特 (化学家)
托马斯·戴尔·斯图尔特（英語：Thomas Dale Stewart，1890年8月14日—1958年2月6日）是一位美国化学家，出生于华盛顿州萨姆纳，在加利福尼亞大學柏克萊分校获得博士学位，在芝加哥大学完成博士后研究后返回柏克萊并成为教授，与理查德·C·托勒曼合作发现了Stewart–Tolman效应。